# Rancho Tehama Reserve
Rancho Tehama Reserve é uma Região censo-designada localizada no estado americano de Califórnia, no Condado de Tehama.

## Demografia
Segundo o censo americano de 2000, a sua população era de 1406 habitantes.

## Geografia
De acordo com o United States Census Bureau tem uma área de 55,8 km², dos quais 55,6 km² cobertos por terra e 0,2 km² cobertos por água.

## Localidades na vizinhança
O diagrama seguinte representa as localidades num raio de 40 km ao redor de Rancho Tehama Reserve.